# Live at the Hollywood Bowl
Live at the Hollywood Bowl је албум уживо америчког рок бенда Дорси. Песме су снимљене још 5. јула 1968. али је албум издат тек 1987. године. 

## Песме
1. "Wake Up" - 1:40
2. "Light My Fire" - 8:15
3. "Unknown Soldier" - 4:23
4. "A Little Game" - 1:22
5. "The Hill Dwellers" - 2:20
6. "Spanish Caravan" - 1:19